# 八王子市立城山小学校
八王子市立城山小学校（はちおうじしりつ しろやましょうがっこう）は、東京都八王子市元八王子町にある公立小学校。

## 概要

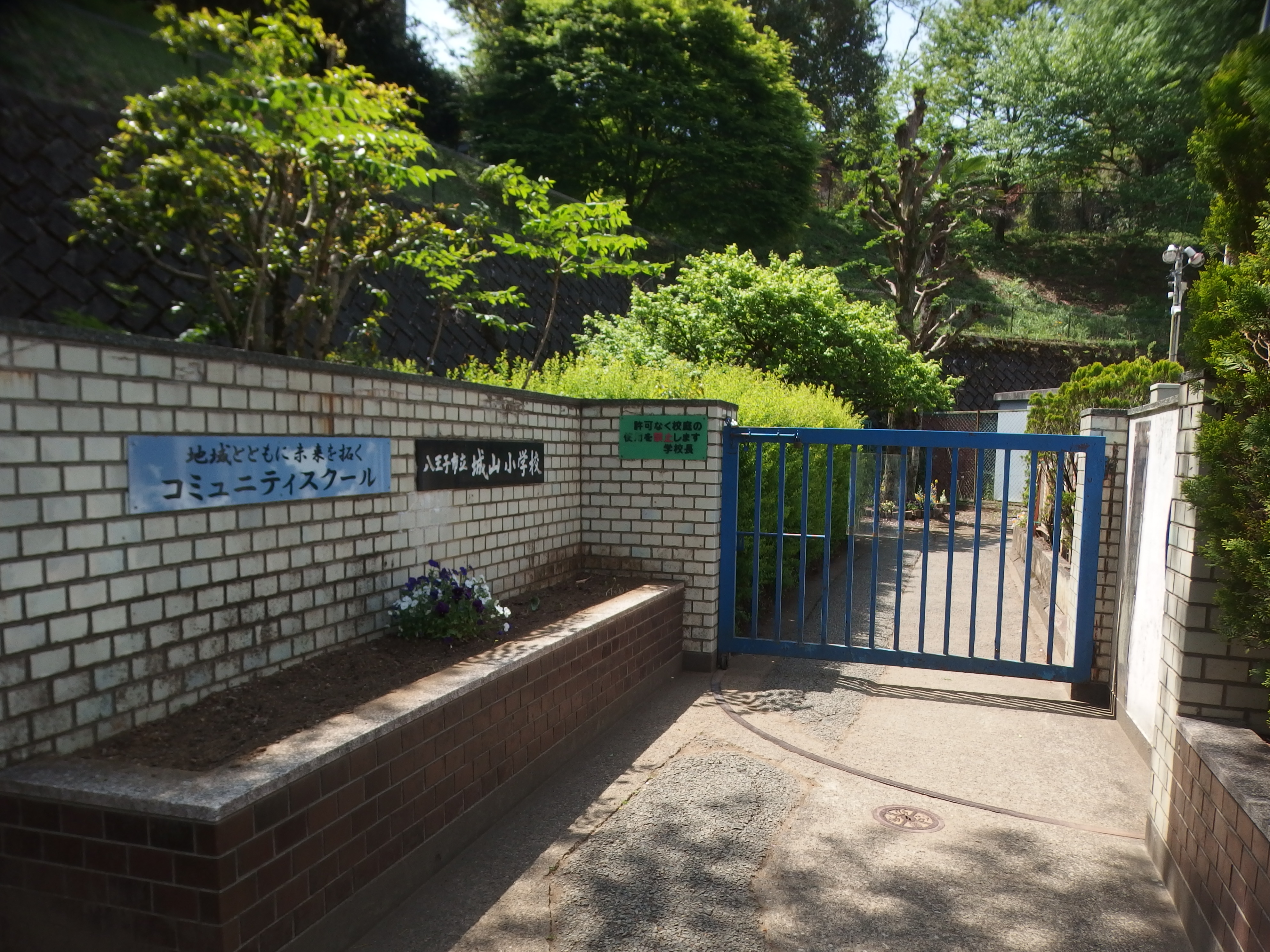
夏には花一杯の花壇。

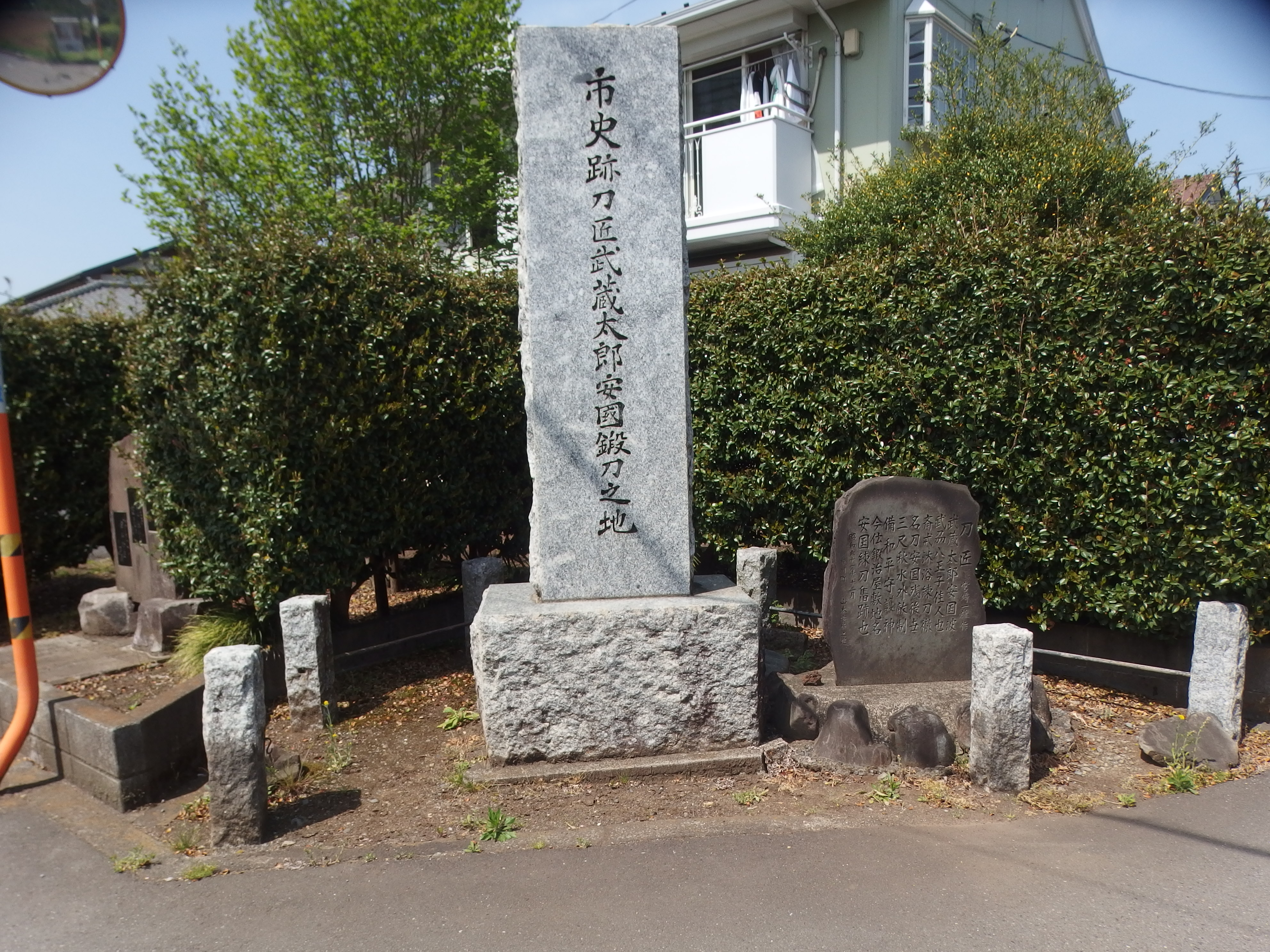
バス停留所からの途中で発見。

トンネル（中央高速道路）をくぐって、坂道を登ると本校である。本校は元八王子町の丘陵にあって南西4.5kmの地城山に小田原北条氏八王子城跡を学区にいただく。この歴史ある土地柄と緑あふれる恵まれた自然の中、豊かな人間性をはぐくむ教育を目指している。

### 学級規模
- 生徒数は1学年50名、2学年54名、3学年56名、4学年57名、5学年56名、6学年77名 合計350名（2023年4月現在）[学 1]
- 学級数は1学年2、2学年2、3学年2、4学年2、5学年2、6学年2 合計12（2023年4月現在）[学 1]
- 教員数は19人、職員3人[1]

## 沿革
- 1976年（昭和51年）4月 - 元八王子小学校を学区分割して城山小学校開校（児童435名移籍）[学 2]。
- 1977年（昭和52年）6月 - 第二次校舎増築。
- 2002年（平成14年） - 耐震補強工事。
- 2008年（平成20年） - 日本学校保健会健康教育推進学校優良校受賞。
- 2017年（平成29年）4月 - 学校運営協議会設置し地域運営学校となる。

## 通学区域
元八王子町の丘陵に位置する元八王子町二丁目（ホーメストタウン八王子を含む）、三丁目（高尾台住宅・霞ヶ丘住宅を含む）の全域と、川町789番地（グリーンタウン高尾を含む）と、元八王子町一丁目と弐分方町650番地（松子舞団地を含む）。

通学区域一覧・通学区域図（学校別） - 八王子市教育委員会

## 小中一貫教育
八王子市の小中一貫教育の方針に則り、城山中学校と教員の連携・協力を深めながら、義務教育9年間を見通した小中一貫教育を推進している。

## 学校教育目標
- かしこい子
- やさしい子
- たくましい子

　みんなでのびる城山の子

## 進学先中学校
- 城山中学校

## 交通アクセス
- JR中央線・京王高尾線の高尾駅下車。
  - 北口バス乗り場から、西東京バスで「ホーメストタウン」行きに乗車。「鍛冶屋敷」停留所下車　徒歩5分。

## 放課後子ども教室
本学では、放課後や夏休み等に小学校の施設を活用し、地域の人材やボランティアの参画を得て放課後に子どもたちの安全で安心な居場所を提供するため、「放課後子ども教室」を実施している
。 
利用するにあたっての3つのポイントがある。
1 学童保育所とは異なる。
2 お問い合わせは、学校ではなく運営団体又は教育委員会へ。
3 公園での遊びと同様、事故や怪我については自己責任である。